# UAV Engines AR801
UAV Engines AR801 ist ein Wankelmotor für den Einsatz in unbemannten Flugzeugen (UAV) des britischen Herstellers UAV Engines. Es handelt sich um einen wassergekühlten Einscheiben-Wankelmotor mit einem besonders günstigen Gewichts/Leistungsverhältnis. Der Läufer wird luftgekühlt. Der Luftstrom durch den Motor wird durch einen Ejektor-Auspuff sichergestellt. Er wird in 3 Leistungsstufen hergestellt: 29 kW bei 6000 min−1 oder 37 kW bei 8000 min−1 mit einem Vergaser und 44 kW bei 8000 min−1 mit einer Einspritzanlage. Der Motor kann auch mit einem Untersetzungsgetriebe auf Riemenbasis geliefert werden und trägt dann die Bezeichnung UAV Engines AR801R.
Er wird unter anderem bei der Drohne AAI Shadow 600 verwendet.

## Technische Daten (AR801)
- Rotoren: 1
- Kammervolumen: 294 cm³
- Leistung: 29 kW bei 6000 min−1, 37 kW bei 8000 min−1, 44 kW bei 8000 min−1
- Gewicht: 24,4 kg
- Treibstoff: Otto, ab 92 Oktan
- Spezifischer Verbrauch beim Reiseflug: 307 g/kWh
- Länge: 305 mm
- Breite: 325 mm
- Höhe: 249 mm